# Leuconia caminus
Leuconia caminus är en svampdjursart som först beskrevs av Ernst Haeckel 1872.  Leuconia caminus ingår i släktet Leuconia och familjen Baeriidae. Inga underarter finns listade i Catalogue of Life.